# Arachne (Terre du Milieu)
Araigne
Pour les articles homonymes, voir Arachne.
Arachne (Shelob en version originale, Araigne dans la traduction de Daniel Lauzon) est une créature de fiction de la Terre du Milieu du légendaire de l'écrivain britannique J. R. R. Tolkien, qui apparaît particulièrement à la fin du quatrième livre du Seigneur des anneaux dans le deuxième volume, Les Deux Tours. C'est une araignée géante, considérée comme l'ultime descendante d'Ungoliant ; elle garde le col de Cirith Ungol dans son antre de Torech Ungol.
Son antre est parsemé de toiles qu'elle tisse et que seule une épée elfique peut couper. Cette créature aux multiples yeux, a l'habitude d'empoisonner ou d'endormir ses victimes, notamment des Orques qui s'aventurent dans la caverne, ainsi que des prisonniers qui lui sont sciemment envoyés. Sauron, maître du Mordor, tolère sa présence parce qu'elle garde l'entrée ouest du Mordor. Son attaque contre Frodon Sacquet et Samsagace Gamegie amène ce dernier à continuer seul la quête pour détruire l'Anneau unique après avoir cru son maître blessé mortellement.

## Caractéristiques

### Nom
Tolkien a expliqué dans une lettre que le nom anglais « Shelob » vient de l'anglais she, la marque du féminin et lob, un terme archaïque pour « araignée », issu du vieil anglais lobbe « araignée ».

### Description
« Fort semblable à une araignée, elle était plus grande que les grandes bêtes de proie, et plus terrible qu’elles, étant donné la malveillance de ses yeux impitoyables. Ces mêmes yeux qu’il avait crus découragés et défaits, voilà qu’ils brillaient à nouveau d’un éclat redoutable, réunis en grappes sur sa tête penchée en avant. Elle avait de grandes cornes, et derrière son cou, semblable à une courte tige, était son corps enflé telle une immense boursouflure, un grand sac pendant qui se balançait entre ses pattes : sa grande masse était noire, tachetée de marques livides, mais le dessous du ventre était pâle et lumineux, et il répandait une odeur nauséabonde. Ses pattes repliées, dont les jointures noueuses pointaient bien au-dessus de son dos, étaient hérissées de poils tels des piquants d’acier, et chacune se terminait par une griffe. »

— J. R. R. Tolkien (traduction de Daniel Lauzon), Le Seigneur des Anneaux: Les Deux Tours, 

## Histoire
Fille d'Ungoliant, Arachne naît probablement au cours du Premier Âge dans la vallée de Nan Dungortheb, en Beleriand. Bien avant que Sauron prenne le contrôle du Mordor, Arachne s'était déjà installée dans les montagnes de l'Ephel Dúath et avait semé ses rejetons jusqu'en Forêt de Grand'Peur. À son arrivée, Sauron ne la chasse pas, mais fait en sorte qu'elle garde « cette ancienne voie d’accès à son territoire », car il la considère beaucoup « plus sûre » que ce qu'il aurait pu inventer par lui-même. Sauron va même jusqu'à la surnommer « sa chatte » (bien qu'elle ne le reconnaisse pas comme son maître), et à lui distribuer orques et prisonniers.
En 2980 du Troisième Âge, Gollum sort des Montagnes de Brume, décidé à récupérer son anneau volé par Bilbon et se dirige vers l'Est. Alors qu'il arrive à Esgaroth, sur le Long Lac, il change de route et bifurque au Sud, en direction du Mordor où il est capturé par Sauron. Durant son passage en Mordor, en l'an 3000, Gollum rencontre Arachne. Ils font un marché : elle ne dévore pas Gollum si celui-ci lui apporte de la nourriture. 
En 3019, Gollum mène Frodon et Sam par le col de Cirith Ungol, décidé à les amener à Arachne. Alors que Sam et Frodon progressent avec peine dans le tunnel remplis de toiles, Arachne s'interpose entre Sam et son maître, avançant vers Frodon avec « horrible rapidité », évitant Sam qui portait la fiole de Galadriel. Sam tente alors de rattraper Frodon, mais est stoppé par Gollum avec lequel il se bat. Arachne rattrape Frodon, qu'elle pique et enroule de sa toile. Sam qui s'est débarrassé de Gollum, revient et charge l'araignée avec l'épée Dard. Il lui crève un œil, puis lui transperce le ventre. Arachne finit par battre en retraite blessée, devant la lumière d'Eärendil, et il n'est pas dit ce qu'il advient d'elle.

## Création et évolution
À la fin d'une longue lettre à W. H. Auden, J. R. R. Tolkien explique qu'il « ne déteste pas les araignées », mais qu'il ne va pas empêcher les gens de rapprocher cet épisode de celui de son enfance où une araignée l'avait mordu à Bloemfontein, qu'il ne connaît que parce qu'on lui a raconté.

## Critique et analyse
Arachne, qui est associée à la mort et à l'obscurité, est opposée à Galadriel. Les deux personnages sont également anciens, et vivent dans des royaumes éloignés ; ils sont tous les deux surnommés « Lady ». Ils ne sont pas du tout dans la même zone géographique, mais ils combattent malgré tout via un objet : la fiole que Galadriel a donné à Frodon sert à Sam dans l'antre d'Arachne ; la lumière que génère cette fiole a pour origine les Arbres de Valinor détruits par Ungoliant, est passée par les Silmarils et dans l'étoile Eärendil, aussi Arachne la craint-elle.
Arachne ressemble également à sa mère Ungoliant, dont on sait très peu de choses ; comme elle, elle est la créature féminine qui s'oppose à la personnification du mal — Melkor pour la mère et Sauron pour la fille —. Tout comme elle, elle personnifie l'« appétit », la « luxure », et le « désir », mais on y trouve aussi plus de références phalliques (l'épée de Sam s'enfonçant « de plus en plus profondément » dans le « ventre frissonant » de l'araignée),.
Elle a servi à appuyer les thèses sur la misogynie de Tolkien, étant la seule ennemie femelle du Seigneur des anneaux et étant la seule à ne pas avoir de partenaire.

## Adaptations
Dans la trilogie cinématographique de Peter Jackson, Arachne apparaît au troisième film, Le Retour du roi. Elle possède un dard rétractable venimeux à l'extrémité de sa filière ; ce n'est pas ainsi que procèdent les vraies araignées, qui inoculent le venin depuis leurs chélicères. Arachne semble également avoir une bouche géante, alors que les araignées réelles ne peuvent absorber que du liquide. Dans le commentaire du DVD, Jackson explique que l'apparence d'Arachne est basée sur la Porrhothele antipodiana, une araignée creusant des tunnels issue de Nouvelle-Zélande, qu'il déteste. Il n'est pas fait référence dans le film à sa terrifiante mère Ungoliant. Dans le film, Arachne pique Frodon à la poitrine, alors que dans le livre elle agit au cou, au-dessus de sa protection en mithril ; ce peut être une erreur de scénario, car plus loin, deux Orques trouvent la protection impeccable.
Dans le jeu vidéo Le Seigneur des anneaux : Le Retour du roi basé sur le film, Arachne est le boss du niveau « L'Antre d'Arachne ». Dans La Bataille pour la Terre du Milieu II, elle est un héros de la faction des Gobelins.
Dans le comic de Marvel Spirits of Vengeance no 11, Ghost Rider et John Blaze combattent une araignée démoniaque appelée Shelob, le nom en version originale d'Arachne. Dans le jeu vidéo Borderlands, il faut battre une araignée géante nommée Helob, dont le nom peut être compris comme un jeu de mots.
Dans le jeu vidéo La Terre du Milieu : L'Ombre de la guerre (2017), Arachne est un personnage principal aidant le héros du jeu, Talion, à combattre Sauron (notamment en lui donnant l'anneau d'Isildur). Elle est méfiante envers Celebrimbor, qu'elle voit comme un tyran de lumière (opposé de Sauron, tyran des ténèbres). Elle apparaît aux personnages comme une femme humaine et non comme une araignée (excepté lors de certaines rencontres ou le joueur peut apercevoir sa forme réelle).